# Panega Glacier
Panega Glacier är en glaciär i Antarktis. Den ligger i Sydshetlandsöarna. Argentina, Chile och Storbritannien gör anspråk på området. Panega Glacier ligger 177 meter över havet.
Terrängen runt Panega Glacier är kuperad åt nordväst, men åt sydost är den platt. Havet är nära Panega Glacier åt sydost. Trakten är glest befolkad. Närmaste befolkade plats är St. Kliment Ohridski Base, 15,9 kilometer sydväst om Panega Glacier. 